# Objectivity and Liberal Scholarship
Objectivity and Liberal Scholarship é um ensaio escrito pelo linguista e ativista político Noam Chomsky. Foi publicado pela primeira vez como parte do livro American Power and the New Mandarins. Partes do ensaio foram apresentadas em uma palestra na Universidade de Nova Iorque em março de 1968.
Em "Objectivity and Liberal Scholarship", Noam Chomsky argumenta que, durante a Guerra do Vietnã, a intelectualidade liberal forneceu argumentos egoístas em sua discussão e análise da guerra, em vez de discutir objetivamente o tópico; preferiram usar a ideologia para legitimar os compromissos dos Estados Unidos com o governo autocrático e a intervenção na Ásia.